# Sphingonotus scabriculus
Sphingonotus scabriculus är en insektsart som beskrevs av Carl Stål 1876. Sphingonotus scabriculus ingår i släktet Sphingonotus och familjen gräshoppor. Inga underarter finns listade i Catalogue of Life.